# Landesfinanzschule Rotenburg
Die Landesfinanzschule Hessen in Rotenburg an der Fulda – abgekürzt LFS – ist eine Bildungsstätte für Steuerbeamte in Sinne des § 3 Abs. 2 des hessischen Steuerbeamtenausbildungsgesetzes.
Sie ist eine organisatorische Grundeinheit des Studienzentrums Rotenburg.
Hauptaufgabe ist die Ausbildung des mittleren Dienstes der hessischen Steuerverwaltung nach Maßgabe der Steuerbeamtenausbildungs- und Prüfungsordnung (StBAPO). Außerdem wird sie als Fortbildungsstätte genutzt.
Die Landesfinanzschule Hessen befindet sich in den Räumen des Rotenburger Schlosses.